# 호지-라플라스 연산자
미분기하학에서 호지-라플라스 연산자(Hodge-Laplace演算子, 영어: Hodge–Laplace operator) 또는 호지-드람 라플라스 연산자(Hodge-de Rham-Laplace演算子, 영어: Hodge–de Rham Laplacian) 또는 라플라스-드람 연산자(Laplace-de Rham演算子, 영어: Laplace–de Rham operator)는 콤팩트 리만 다양체 위의 미분 형식에 대하여 정의되는 2차 타원형 미분 연산자이다. 호지-라플라스 연산자의 값이 0인 미분 형식을 조화 미분 형식(調和微分形式, 영어: harmonic differential form)이라고 하며, 호지 이론에 따라 이는 실수 계수 코호몰로지류와 표준적으로 대응된다.

## 정의
콤팩트 리만 다양체 {\displaystyle (M,g)} 위의 미분 형식의 실수 벡터 공간
{\displaystyle \Omega ^{\bullet }(M)}
을 생각하자. 임의의 {\displaystyle n\in \{0,1,\dotsc ,\dim M\}}에 대하여, {\displaystyle n}차 미분 형식의 벡터 다발의 {\displaystyle x\in M}에서의 올공간
{\displaystyle \bigwedge ^{n}\mathrm {T} _{x}^{*}M}
은 {\displaystyle \textstyle {\binom {\dim M}{n}}}차원 실수 벡터 공간이며, 리만 계량 {\displaystyle g|_{x}}로 인하여 이는 실수 내적 공간을 이룬다. 즉, {\displaystyle n}차 미분 형식의 벡터 다발은 양의 정부호 내적을 가지게 되며, 이를 통하여 미분 형식의 공간에 다음과 같은 내적을 줄 수 있다.
{\displaystyle \langle \alpha |\beta \rangle ={\frac {1}{(n!)^{2}}}\int _{M}\alpha _{i_{1}i_{2}\dotsb i_{n}}\beta _{j_{1}j_{2}\dotsb j_{n}}g^{i_{1}j_{1}}\dotsm g^{i_{n}j_{n}}{\sqrt {\det g}}\,\mathrm {d} ^{\dim M}x\qquad \forall \alpha ,\beta \in \Omega ^{n}(M)}
이에 따라 {\displaystyle \Omega (M)}의 완비화 {\displaystyle {\bar {\Omega }}(M)}를 취할 수 있으며, 이는 실수 힐베르트 공간을 이룬다.
이 구조를 사용하여, 미분 형식의 외미분
{\displaystyle \mathrm {d} \colon \Omega ^{\bullet }(M)\to \Omega ^{\bullet +1}(M)}
의 에르미트 수반
{\displaystyle \mathrm {d} ^{\dagger }\colon \operatorname {dom} (\mathrm {d} ^{\dagger })\to {\bar {\Omega }}(M)}
{\displaystyle \langle \alpha |\mathrm {d} ^{\dagger }\beta \rangle =\langle \mathrm {d} \alpha |\beta \rangle \qquad \forall \alpha ,\beta \in \Omega (M)}
{\displaystyle \operatorname {dom} \mathrm {d} ^{\dagger }\subseteq {\bar {\Omega }}^{\bullet }(M)}
을 {\displaystyle {\bar {\Omega }}(M)}의 조밀 집합 위에 정의할 수 있다. 마찬가지로 {\displaystyle (\mathrm {d} ^{\dagger })^{2}=0}이다.
호지-라플라스 연산자는 미분 형식에 대하여 정의되는 2차 타원형 미분 연산자이며, 다음과 같다.
{\displaystyle \Delta _{\text{dR}}=\mathrm {d} \mathrm {d} ^{\dagger }+\mathrm {d} ^{\dagger }\mathrm {d} =(\mathrm {d} +\mathrm {d} ^{\dagger })^{2}}
그 핵은 조화 미분 형식이라고 한다.

## 성질

### 스펙트럼
{\displaystyle \Delta _{\text{dR}}=(\mathrm {d} +\mathrm {d} ^{\dagger })^{2}}이므로, 라플라스-드람 연산자의 스펙트럼은 모두 음이 아닌 실수이다.

### 접속을 통한 라플라스 연산자와의 관계
리만 다양체 {\displaystyle M} 위의 임의의 {\displaystyle (p,q)}차 텐서장
{\displaystyle X_{j_{1}\dotsc j_{q}}^{i_{1}\dotso i_{p}}}
에 대하여, 레비치비타 접속을 사용하여 다음과 같은 라플라스-벨트라미 연산자를 정의할 수 있다.
{\displaystyle (\Delta X)X_{j_{1}\dotsc j_{q}}^{i_{1}\dotso i_{p}}=g^{kl}\nabla _{k}\nabla _{l}X_{j_{1}\dotsc j_{q}}^{i_{1}\dotso i_{p}}}
만약 {\displaystyle p=0}일 경우, {\displaystyle (0,q)}차 텐서장은 {\displaystyle q}차 미분 형식과 같다. 이 경우, 일반적으로 라플라스-벨트라미 연산자는 라플라스-드람 연산자와 다르며, 그 차는 리만 곡률에 비례하는 (0차 미분) 국소 선형 연산자이다. 이 관계를 바이첸뵈크 항등식(영어: Weitzenböck identity)이라고 한다.
다만, 스칼라 함수의 경우 ({\displaystyle p=q=0}), 라플라스-벨트라미 연산자는 라플라스-드람 연산자(의 −1배)와 같다.
{\displaystyle g^{ij}\nabla _{j}\partial _{i}f=-\mathrm {d} ^{\dagger }\mathrm {d} f=-\Delta _{\text{dR}}f}

### 조화 미분 형식
{\displaystyle \Delta _{\text{dR}}}가 타원형 미분 연산자이므로, 조화 미분 형식들의 실수 벡터 공간은 유한 차원이며, 호지 이론에 따라 드람 코호몰로지 {\displaystyle \operatorname {H} (M;\mathbb {R} )}와 표준적으로 동형이다.
구체적으로, 닫힌 미분 형식 {\displaystyle \alpha \in \Omega ^{k}(M)}의 동치류
{\displaystyle [\alpha ]=\{\beta \in \Omega ^{k}(M)\colon \exists \gamma \in \Omega ^{K-1}(M)\colon \alpha -\beta =\mathrm {d} \gamma \}}
를 생각하자. 이 위에 힐베르트 공간 노름은 함수
{\displaystyle \|-\|\colon [\alpha ]\to [0,\infty )}
를 정의하며, 조화 미분 형식은 이 함수를 최소화한다. 이러한 대표원은 각 동치류 속에서 유일하게 존재함을 보일 수 있다.

## 참고 문헌
- Warner, Frank (1971). 《Foundations of Differentiable Manifolds and Lie Groups》 (영어). Springer-Verlag. ISBN 0-387-90894-3. MR 722297.